# سيفاوي قلبي الأوراق
سيفاوي قلبي الأوراق (الاسم العلمي:Nephrolepis cordifolia) هو نوع من النبات يتبع جنس السيفاوي من الفصيلة اللومارية.